# Antonio Tabucchi
Antonio Tabucchi (ur. 23 września 1943 w Pizie, zm. 25 marca 2012 w Lizbonie) – włoski pisarz tworzący w języku ojczystym i portugalskim. 

## Życiorys
Podczas studiów (lata 60.) podróżował po Europie. W stolicy Francji po raz pierwszy zetknął się z utworami Fernanda Pessoi, portugalskiego poety, który wywarł ogromny wpływ na jego życie i twórczość. Dla lepszego poznania jego utworów nauczył się portugalskiego. Przetłumaczył na włoski szereg prac Pessoi, jest także autorem esejów poświęconych Portugalczykowi. Na uniwersytecie w Sienie prowadził zajęcia z literatury portugalskiej.
W prozie debiutował w 1975 powieścią Plac włoski. Tabucchi był pisarzem zafascynowanym – w równym stopniu jak swoją ojczyzną – Portugalią. Akcja części jego utworów (np. Zaginiona głowa Damascena Monteira, ...twierdzi Pereira) rozgrywa się właśnie w tym kraju. ...twierdzi Pereira została w 1996 zekranizowana – rolę tytułową zagrał Marcello Mastroianni. Requiem, powieść z 1992, Tabucchi napisał po portugalsku. Jego książki zostały przetłumaczone na kilkanaście języków, w tym na polski.
Zasiadał w jury konkursu głównego na 49. MFF w Cannes (1996).
W 2008 został doktorem honoris causa Uniwersytetu Bukareszteńskiego.
Zmarł na raka w szpitalu Czerwonego Krzyża w Lizbonie 25 marca 2012.

## Polskie przekłady
- ...twierdzi Pereira (Sostiene Pereira. Una testimonianza 1994)
- Czas szybko się starzeje (Il tempo invecchia in fretta 2010)
- Plac włoski (Piazza d'Italia 1975)
- Requiem: Fantasmagoria (Requiem: Uma Alucinaçăo 1992)
- Robi się coraz później (Si sta facendo sempre più tardi 2001)
- Słowa na opak (Il gioco del rovescio 1981)
- Sny o snach
- Tristano umiera (Tristano muore 2004)
- Zaginiona głowa Damascena Monteira (La testa perduta di Damasceno Monteiro 1997)
- Dla Isabel. Mandala (Per Isabel. Un mandala 2013)
- Przyszedłem do ciebie, ale cię nie zastałem (zbiór opowiadań w wyborze i tłumaczeniu Joanny Ugniewskiej, 2024)[3]